# Kurtisanenwesen in Rom unter den Renaissancepäpsten
Die Zeit der Renaissance war neben Kunst, Kultur und Wissenschaft in Europa auch eine Blütezeit des Kurtisanenwesens, einer gesellschaftlich akzeptierten Form der Prostitution. Vor allem in Rom bestimmte diese Form der Prostitution wesentlich den Ruf und das Erscheinungsbild der Stadt. Die speziellen Gesellschaftsstrukturen und das kulturelle Klima in Rom im 16. Jahrhundert schufen die Voraussetzungen für ein Nebeneinander klerikaler Prachtentfaltung und käuflicher Liebe. Angesichts der hohen Anzahl von Prostituierten wurde aus der Redensart von Rom als „Haupt der Welt“, Roma caput mundi, ein spöttisches Roma cauda mundi – „Rom, Schwanz der Welt“.
Bei Feiern, Theateraufführungen, Gelagen und Empfängen vor allem kirchlicher Würdenträger wurde die Abwesenheit von Frauen immer mehr als Verlust und Mangel empfunden. Um diese „Lücke“ zu füllen, lud man Kurtisanen zu diesen Gesellschaften ein. Die Bezeichnung Kurtisane leitet sich von Cortigiana ab, was eigentlich Hofdame bedeutet, und bezeichnete um 1500 die gehobene Prostituierte, vergleichbar mit den Hetären des antiken Griechenlands.

## Rom als Zentrum
Aus vielen Ländern strömten zur Zeit der Renaissance junge Frauen nach Rom, um ohne die harten Beschränkungen und Auflagen, die in anderen europäischen Städten herrschten, ihrem Stand zu entfliehen und ihr Glück als Kurtisane zu machen. Neben Hafenstädten wie Venedig, Genua und Pisa mit vielen ledigen Matrosen und wohlhabenden Kaufleuten war auch das heilige Rom von zahlreichen Prostituierten bevölkert. 
In der Epoche der Renaissance setzte sich in Rom immer mehr eine „Liberalität“ im sexuellen Bereich durch. Einige Frauen schafften einen unglaublichen gesellschaftlichen Aufstieg zur Kurtisane und viele Beamte, Schreiber, Prälaten, Bischöfe und Kardinäle suchten und fanden Abwechslung, Unterhaltung und Entspannung bei den exklusiveren Kurtisanen. Aber nur reiche Männer konnten sich die Dienste einer Kurtisane auch leisten, wie z. B. der sehr wohlhabende Bankier Agostino Chigi, dessen Begleiterin Imperia Cognati hieß. 
Die bekannten Kurtisanen führten einen sehr aufwändigen Lebensstil mit eigener Dienerschaft und fielen durch ihr elegantes und prächtiges Auftreten nach der neuesten Mode auf. Als salonfähige Prostituierte konnten sie sich in der Öffentlichkeit bewegen, an Banketten teilnehmen und gehörten fest zum gesellschaftlichen Leben. Sie waren nicht nur geduldet, sondern sehr angesehen und gehörten zu den „Sehenswürdigkeiten“ selbst gebildeter Reisender. Nicht nur aufgrund ihrer Erscheinung, sondern auch durch ihre Bildung, ihre gepflegten Manieren und ihre kultivierte Konversation waren Kurtisanen gesellschaftlich eine lange Zeit akzeptiert. Die berühmte Kurtisane Tullia d’Aragona war eine bewunderte Dichterin und berühmt durch ihre Dialoge über „Die Unendlichkeit der Liebe“. Die Betätigungsfelder einer Kurtisane waren nicht alleine auf Sex begrenzt; als gebildete und attraktive Frauen waren sie auch zuständig für kulturelle Anregungen. Einige Kurtisanen traten auch als Musikerinnen auf und gerade der Musik wurde damals eine äußerst verführerische Eigenschaft zugesprochen.
Zur Zeit der Renaissance war es kein Skandal, wenn eine Kurtisane in Rom mit einem Kardinal in einer Kutsche offen durch die Stadt fuhr. Von der Kurtisane Saltarella wurde 1539 berichtet, dass sie mit fünf Kardinälen zu Abend gegessen hatte. Kardinal Cornaro unterhielt ein stadtbekanntes Verhältnis zu einer Kurtisane mit Namen Doralice, bis sie 1566 aus Rom ausgewiesen wurde. Einige Kurtisanen wohnten im Kardinalspalast und wurden auch ständige Begleiterinnen der Kardinäle, ebenso wie sie andere hochgestellte Personen von Rang empfingen. So schrieb Burke in seinem Buch „Die europäische Renaissance“ folgendes: 
„In Begleitung ihrer Dienerinnen ging die Kurtisane in die Kirche. Weit davon entfernt, Gemeinbesitz zu sein, war sie die Mätresse oder Konkubine nur weniger. Merkwürdigerweise hatte die hochklassige Kurtisane mit ihrer luxuriösen Erscheinung, ihren poetischen Fähigkeiten, ihrer Laute und ihrem Schoßhündchen Ähnlichkeit mit der Frau des Patriziers oder Adeligen.“

## Der Begriff Kurtisane
Den ältesten bekannten Beleg für den Gebrauch der Bezeichnung Kurtisane hinterließ Johannes Burckard 1498 in seinem Liber Notarum. Die Gefährtinnen der päpstlichen Hofbeamten wurden von ihm „Quedam cortegiana, hoc est meretrix honesta“ (dt. „eine sogenannte Kurtisane, das heißt eine ehrbare Hure“) genannt. Der erklärende Hinweis in seiner Beschreibung macht deutlich, dass die Bezeichnung Kurtisane für eine Prostituierte und nicht für eine Dame galt. Ebenso wird dadurch verdeutlicht, dass der Begriff neu war, somit gerade erst aufgekommen, und dass es sich hierbei zwar um eine käufliche Frau handelte, gleichzeitig aber war sie honesta, was hier soviel bedeutet wie ehrbar oder gesellschaftlich anerkannt.

## Voraussetzung und Entwicklung des Kurtisanenwesens
| Celui qui par la rue a veu publiquement La courtisanne en coche ou qui pompeusement L'a peu voir à cheval en accoustrement d'homme Superbe se monstret: celuy qui de plein jour Aux Cardinaux en cappe a veu faire l'amour, C'est celuy seul, Morel, qui peut juger de Rome | Derjenige, der die Kurtisane allen offenbar in der Kutsche durch die Straßen der Stadt fahren sah, der sah, wie sie stolz zu Pferd saß, in männlicher Kleidung und wie sie ohne Scheu turtelnd am hellichten Tag Kardinälen in purpurner Tracht im Arme lag, nur der allein, Morel, kennt das Rom unsrer Zeit. Joachim du Bellay, Les regrets |

Als Papst Innozenz II. 1139 auf dem Zweiten Laterankonzil festlegte, dass die Ehe ein Hindernis für den Empfang der kirchlichen Weihen ist, trat das Konkubinat an die Stelle der Klerikerehe und fand weiter Verbreitung.
Immer wieder versuchte die Kurie, die Geistlichen zur Aufgabe ihrer Beziehungen zu Frauen zu zwingen. Im Jahre 1367 wurde von Beamten von Urban V. verfügt, dass Kleriker bei Strafe der Exkommunikation ihre Konkubinen zu entlassen hatten. Von fünf Geistlichen der Kirche S. Angelo de Scambiis erschienen immerhin vier, um sich dem Erlass entsprechend von ihren Konkubinen zu trennen.
Auch ein päpstlicher Bordellbetrieb unter Alexander VI. ist nachgewiesen. Im Jahre 1496 vermieteten zwei Beamte des Papstes Ludovico Romanelli das Amt eines „Capitaneus Prostibuli de Ponte Sixto“, eines Vorstehers des Bordells nahe der Ponte Sisto. Romanelli mietete von den Beamten des Papstes das Recht, von jeder der dort wohnenden und lebenden Huren eine monatliche Abgabe von zwei Carlini zu erheben sowie ein Gasthaus und ein Restaurant im Bordell zu betreiben. Aus diesem Geschäft ergaben sich nicht nur gute Gewinne für Romanelli, sondern auch für die katholische Kirche.
Die Gesellschaftsstrukturen in Rom zur Zeit der Renaissance waren ähnlich denen im antiken Griechenland. Ehrbare Frauen und Mädchen hatten im Stadtalltag keinen Platz. Ihr Bereich war ausschließlich auf das Haus beschränkt. Nur mit ihrem Ehemann oder ihren männlichen Verwandten durften ehrbare Damen zusammenkommen, ohne einen Verdacht auf sich zu ziehen. Sogar die Teilnahme an Festen, festlichen Essen oder sonstigen geselligen Veranstaltungen, bei denen Männer zugegen waren, war ihren verwehrt. Verschärft wurde diese Situation von einem massiven Männerüberschuss in der heiligen Stadt und der Verpflichtung zur Ehelosigkeit von einem Großteil der dort lebenden Männer. Zusätzlich wurde der Mangel an ebenbürtigen Gefährtinnen am päpstlichen Hof mit seinen glanzvollen Empfängen und Festen vieler königlicher Gesandtschaften als sehr schmerzlich empfunden, da das weibliche Element an den meisten Renaissancehöfen eine sehr wichtige Rolle spielte. Dies förderte die Entstehung eines Kurtisanenwesens, ähnlich dem der Hetären in Griechenland. Im weiteren Sinne nennt man Renaissance auch die Wiedergeburt des klassischen Altertums in seinem Einfluss auf die Wissenschaft, die Literatur, die Gesellschaft, das Leben der vornehmen Kreise und die Entwicklung der Menschen zu individueller Freiheit im Gegensatz zum Ständewesen des Mittelalters. Diese Wiedergeburt des klassischen Griechenlands traf auch auf die Wiedergeburt des römischen Kurtisanenwesens zu.

## Anzahl der Kurtisanen in Rom
Wie groß die genaue Zahl der in Rom lebenden Prostituierten war, lässt sich nur noch anhand der Schätzungen zeitgenössischer Quellen nachvollziehen. So sollen im Jahre 1490 in der Stadt 6800 Huren gezählt worden sein, bei einer Einwohnerzahl von schätzungsweise 30.000 Einwohnern. Die verlässlichste Quelle einer Volkszählung in Rom weist 9328 Haushalte und 53.689 darin lebende „Seelen“ für die Jahre 1526 und 1527 aus. Von diesen Haushalten wurden 2142 alleine von Frauen geführt, 29 davon wurden als Kurtisane genannt. Da bei den Namen der Frauen selten Berufsbezeichnungen standen, kann es sich nur um sehr wenige wohlhabende Witwen, adelige Damen, Äbtissinnen und vereinzelte Berufstätige handeln. Ein großer Teil der von Frauen geführten Haushalte muss daher der von Kurtisanen gewesen sein, die gut genug verdienten, um einem Haus und einem großen Haushalt vorstehen und ihn unterhalten zu können. 
Die Verwunderung über die auffallend große Zahl von Kurtisanen und Prostituierten in Rom, die offensichtliche gesellschaftliche Anerkennung genossen, spiegeln auch die vielen zeitgenössischen Reiseberichte und Briefe von Diplomaten, wohlhabenden Reisenden und Kaufleuten wider, die Rom besuchten. Der französische Reisende Villamont, der 1588 nach Rom kam, schreib folgendes:
| Mais ce que j'admire plus, c'est que les plus grands de Rome, passant au devant la fenestre de Madame la Courtisanne, ils la salüent en tante humilité, luy baisant les mains, et passant devant elle, comme si c'estoit une Princesse ou quelque grande Dame... | Was ich am meisten bewundere ist, dass die vornehmen Herren von Rom, wenn sie an den Fenstern von Madame der Kurtisane vorbeikommen, sie mit solcher Unterwürfigkeit grüßen, ihr die Hände küssen und ihr die Aufwartung machen, als wären sie eine Prinzessin oder irgendeine große Dame... |

Sehr ähnliche Aussagen machten auch Michel de Montaigne, Arnoldus Buchelius, Bartholomäus Sastrow, Thomas Coryate, Richard Lassels und Philipp Eduard Fugger in ihrer Korrespondenz und Reiseberichten.

## Herkunft
Im 16. Jahrhundert standen einer Frau im Grunde nur zwei Wege offen, ihr Leben in gesellschaftlich akzeptierter Form zu gestalten: Entweder sie heiratete oder sie ging in ein Kloster. In der Realität blieben den meisten Mädchen und Frauen diese beiden Möglichkeiten verwehrt, da in beiden Fällen eine Mitgift vonnöten war, die nicht jede Familie, oder eine alleinstehende Frau, aufbringen konnte. War das Aufbringen einer Mitgift für eine Tochter für viele Familien schon schwierig, waren Familien mit vielen Töchtern überhaupt nicht in der Lage, alle Töchter „ehrbar“ zu versorgen. Mädchen und Frauen, die keine Mitgift hatten, mussten selbst für sich sorgen.
Die Berufschancen für Frauen waren sehr bescheiden. Unverheiratete und mittellose Mädchen konnten nur als Dienstmädchen, Wäscherin, Köchin oder Schankmädchen Anstellung finden. Nur in großen Städten mit handwerklicher Produktion konnte sie als billige Arbeiterin etwas Geld verdienen. Auf dem Lande wurden nur zur Erntezeit Tagelöhner gesucht und anspruchsvollere Berufe waren Frauen nicht zugänglich. Allen Berufen war ein geringer Lohn, schwere körperliche Arbeit und keine gesellschaftliche Anerkennung gemein.
Die Chance, sich als Kurtisane entweder solange eine Mitgift zu verdienen, bis man eine respektable Ehe eingehen konnte, oder zur wohlhabenden Gefährtin reicher Männer und Gönner aufzusteigen und den eigenen gesellschaftlich inakzeptablen Status zu verlassen, war so verführerisch, dass Frauen aus ganz Europa nach Rom kamen, um ihre Chance zu ergreifen.
Viele der in Rom lebenden Kurtisanen waren daher auch keine geborenen Römerinnen, sondern zugezogene Frauen. Laut zeitgenössischen Quellen kamen die meisten Kurtisanen aus anderen italienischen Städten oder fernen Ländern. So lebten viele Spanierinnen, Französinnen, Deutsche, Griechinnen und Slawinnen in Rom als Kurtisane.

## Berufseinstieg
Viele Kurtisanen wurden, wie im 16. Jahrhundert üblich, nicht mit dem Namen oder dem Beruf ihres Vaters verzeichnet (z. B. Steuerlisten, Gerichtsakten, Volkszählungen). Nur wenige Fälle sind in den Archiven verzeichnet, bei denen sich die Frauen mit eigenem Namen und dem Namen und Beruf des Vaters nennen ließen. Oft werden die Mütter der Kurtisanen genannt, ebenso werden sehr oft die Mütter der Kurtisanen auch in ihren Testamenten erwähnt und bedacht. Dies legt die begründete Vermutung nahe, dass in vielen Fällen die Väter nicht bekannt waren, die Väter früh verstarben, ihre Familie verließen, es keinen namentlich bekannten Vater gab oder diese Frauen als uneheliche Kinder geboren wurden. Durch den Makel der unehelichen Geburt waren solche Frauen der Unterschicht der damaligen Gesellschaft zuzurechnen. Motiv für das Ergreifen dieses Berufes war wohl ausnahmslos, dem Elend der Unterschicht und verarmten Mittelschicht zu entfliehen und zu sozialer Anerkennung und Wohlstand zu kommen. Aber nicht alle der als Kurtisane arbeitenden Frauen in Rom hatten sich freiwillig zu diesem Schritt entschlossen.
Aufgrund der ungewöhnlich guten Verdienstchancen wurden junge Mädchen oft von Dritten überredet oder gezwungen, sich zu prostituieren. Vereinzelt waren es gewerbsmäßige Zuhälter, die junge Mädchen in ihre Gewalt brachten, um vom Geschäft der Prostitution auch zu profitieren. Allerdings blieben Zuhälter eine absolute Randerscheinung, deren Frauen ausschließlich als Prostituierte, nie als Kurtisanen arbeiteten. Da von den Einkünften einer Kurtisane ganze Familien leben konnten, waren es auch oft die Mütter, die ihre Töchter manchmal mit Gewalt zur Prostitution zwangen. In den Gerichtsarchiven (z. B. Governatore di Roma) sind auch Fälle vermerkt, in denen Mütter ihre Töchter an wohlhabende Herren verkauften. Auch waren es häufig ältere Kurtisanen, die ein junges Mädchen in ihr Gewerbe einführten. Das Rekrutieren einer Nachfolgerin war eine beliebte Form der Altersversorgung, weshalb diejenigen Kurtisanen, die keine eigenen Töchter hatten, gerne elternlose Mädchen aufnahmen und ihnen eine entsprechende Erziehung gaben. 
Erstaunlich viele Frauen, die als Kurtisanen arbeiteten, gaben an, dass sie verheiratet waren. So konnte der Beruf der Kurtisane die einzige Möglichkeit sein, ein unabhängiges Leben ohne Mann zu führen, statt eine schlechte Ehe ertragen zu müssen.
Viele Ausländerinnen waren mit den zahlreichen Söldnertruppen nach Rom gekommen. Die meisten Spanierinnen in Rom waren als Marketenderinnen mit dem spanischen Heer nach Italien gezogen. Die berühmte Isabella de Luna, eine der berühmtesten Kurtisanen des 16. Jahrhunderts, hatte ihre Karriere als Marketenderin begonnen. Häufig brachten Geistliche ihre Geliebten mit nach Rom, die sich dort niederließen.

## Kurtisanen, gebildete Prostituierte
Die Dienste, die Kurtisanen den Angehörigen der Kurie und reichen Bürgern erwiesen, gingen über die Leistungen der gewöhnlichen Prostituierten weit hinaus. Kurtisanen hatten, neben der Befriedigung der sexuellen Wünsche ihrer Kunden, vor allem die fehlenden Hofdamen zu ersetzen und mit ihrer Anwesenheit Bankette, Feste und sonstige Veranstaltungen zu verschönern. Voraussetzung für solche Auftritte war ein gewisses Auftreten, Benehmen, Bildung und die Fähigkeit, galante Konversation zu betreiben. Daher war einer der wesentlichsten Unterschiede zwischen einer Prostituierten und einer Kurtisane, dass die Kurtisane ein gewisses Maß an Bildung hatte, welches es ihr ermöglichte, sich in höchsten gesellschaftlichen Kreisen zu bewegen. Man erwartete neben guten Manieren von ihr lesen, schreiben, singen, tanzen und musizieren zu können. Kaum eines der Mädchen oder Frauen aus der Unter- oder Mittelschicht brachte diese Fähigkeiten mit, wenn sie von einer älteren Kurtisane aufgenommen wurde oder sich selbst entschied als Kurtisane zu arbeiten. Es gehörte wohl ein hohes Maß an Intelligenz und schneller Auffassungsgabe dazu, zu lernen und sich vornehmes Verhalten von Kunden abzuschauen.
Die gebildetste der römischen Kurtisanen, Tullia d’Aragona, hatte ihr Wissen durch ihre Mutter Giulia Campana erworben, die selbst eine gefeierte Kurtisane und lange Zeit die Geliebte von Kardinal Luigi d'Aragona war. Ihre Bildung zeigte sich in ihren Gedichten und in ihrem 1547 veröffentlichten „Dialog über die Unendlichkeit der Liebe“. In diesem Dialog diskutiert sie über die Auffassung Platons von der Liebe. Sperone Speroni verewigte sie in seinem „Dialogo dell'Amore“, Girolamo Muzio widmete ihr viele seiner Gedichte und Nicolò Martelli verglich sie sogar mit Cicero. Von der „göttlichen Imperia“, dem Inbegriff der großen Kurtisane, wurde berichtet, dass sie nicht nur italienische und lateinische Schriftsteller las, sie soll auch selbst komponiert und gedichtet haben.
Natürlich bildeten Frauen wie Tullia d'Aragona eine Ausnahme. Bei vielen Kurtisanen war das Wissen, welches sie sich ohne fundierten Unterricht aneigneten oder abschauten, nur ein oberflächlicher Anstrich – allerdings keine ausschließliche Vortäuschung. Die tatsächliche Bildung der Kurtisanen war immerhin so hoch und auch geschätzt. Michel de Montaigne notierte 1581 in seinem Reisetagebuch, dass er in Rom „zuweilen öffentliche Damen“ besucht habe, „um sie sprechen zu hören und an ihrer Behendigkeit meine Freude zu haben“.
Kurtisanen sollten belesen genug sein, um sich mit gebildeten Herren zu unterhalten, wobei man von ihnen auch erwartete, dass sie schlagfertig und ungeniert ihre Gedanken aussprachen und auch auf derbe Scherze und Anzüglichkeiten amüsant reagierten. Bei allen Quellen und Berichten darf trotzdem nicht vergessen werden, dass ihre Bildung ausschließlich den Zweck hatte, ihre vermögenden Kunden zu zerstreuen und zu unterhalten.

## Das Ende des goldenen Zeitalters der Kurtisanen
Das goldene Zeitalter der römischen Kurtisanen, also die Zeit ihrer höchsten gesellschaftlichen Anerkennung und Freiheiten, reichte vom späten 15. Jahrhundert bis in die beiden ersten Jahrzehnte des 16. Jahrhunderts. In den frühen 1520er Jahren gab es, wahrscheinlich schon unter dem Einfluss der massiven Moralkritik von Martin Luther, die ersten Versuche der katholischen Kirche, die Prostitution in Rom einzugrenzen. 
Im Jahre 1520 wurde das Konvertitenkloster „Santa Maria Maddalena“ für ehemalige Kurtisanen gegründet. Gleichzeitig wurde angeordnet, dass jede Kurtisane, die in Rom starb, ein Viertel oder Fünftel ihres Vermögens diesem Kloster überlassen musste. Setzte sie sich über diese Anordnung hinweg, fiel ihr gesamtes Vermögen an das Kloster und ihr Testament wurde für ungültig erklärt. Dies war die erste konkrete gesetzliche Benachteiligung für Kurtisanen.
1522 verbot Hadrian VI. den „mulieres inhonestas“ das Tragen des „habito romano“, der Kleidung der vornehmen Römerinnen. Mit dieser Maßnahme wollte man die Kurtisanen aufgrund ihrer Kleidung von den vornehmen Damen des Adels unterscheidbar machen. Da Hadrian schon 1523 starb, wurde diese Maßnahme nie wirklich durchgesetzt und geriet schnell in Vergessenheit.
Im Jahre 1527 änderte der Sacco di Roma (ital. für Plünderung Roms) durch deutsche Landsknechte und spanische Söldner die Lebenssituation der Kurtisanen weitgehend. Ihr gesellschaftlicher Status war nach dem Sacco di Roma nicht mehr unbestritten und unkritisiert. Die traumatischen Ereignisse der Plünderungen hinterließen bei den Betroffenen den Wunsch nach Buße und Einkehr sowie nach moralischer und kirchlicher Erneuerung. Der persönliche Beraterstab von Paul III. beanstandete in einer Liste von Verbesserungsvorschlägen für die Kirche Roms auch den anerkannten Status der Kurtisanen. Paul III. erinnerte an das Gesetz von Hadrian VI. und wies die römischen Bezirksvorsteher an, auf die strenge Einhaltung dieses Gesetzes zu achten.
Im Jahre 1550 verbot Julius III. den Kurtisanen den Gebrauch von Kutschen. Dies war ein harter Schlag für die meisten Kurtisanen, da Kutschen als Luxusgut galten und man sich mit diesen Kutschen, ohne Gefahr, zu Fuß beschmutzt zu werden, in der Öffentlichkeit zeigen konnte. Ebenso konnten Kunden, ohne gesehen zu werden, in einer Kutsche in das Haus ihrer Gefährtin fahren. Das Kutschenverbot war lange Zeit eines der am häufigsten übertretenen Gesetze Roms und sorgte für hohe Beträge in die Kasse der Kurie.
Im Jahre 1566 ordnete Pius IV. an, alle Kurtisanen in ein eigenes Stadtviertel in Rom zu verbannen. Im Juni wurden alle Kurtisanen aus dem Stadtviertel, das den Vatikan umgab, vertrieben. Im Juli des gleichen Jahres wurde den ersten berühmten Kurtisanen befohlen, innerhalb von einer Woche Rom zu verlassen. Alle anderen wurde mitgeteilt, dass sie in den Stadtteil Trastevere ziehen sollten. Systematisch wurden alle reichen und wohlhabenden Kurtisanen des Landes verwiesen. Nur diejenigen, die heirateten oder in ein Konvertitenkloster eintraten, konnten der Verbannung entgehen. Da die Bewohner von Trastevere nicht bereit waren, ihren Stadtteil zu verlassen, wurde der Stadtteil Hortaccio zum neuen Kurtisanen-„Ghetto“.
Im Jahre 1569 wurde mit dem Bau einer Mauer begonnen, die den Stadtteil Hortaccio von der Stadt trennen sollte. Alle Kurtisanen und Prostituierten, die man außerhalb dieses Stadtteils antraf, wurden öffentlich ausgepeitscht und des Kirchenstaates verwiesen. Zusätzlich wurden sie zum regelmäßigen Besuch von eigens für sie veranstalteten Predigten gezwungen, und Priester wurden beauftragt, die Häuser der Kurtisanen zu besuchen, um sie zu einem besseren Leben zu bekehren.
Nach diesen drastischen Maßnahmen gab es keine weiteren so strengen Eingrenzungen für Kurtisanen in Rom. Es war ihnen jedoch weiterhin untersagt, in den Hauptstraßen und in der Nähe von ehrbaren Frauen zu wohnen, abends ihre Häuser zu verlassen, Verkehr mit verheirateten Männern zu haben, in der heiligen Nacht zur Messe zu gehen oder Männer in dieser Nacht zu empfangen, sowie an öffentlichen Umzügen oder Festen teilzunehmen.
Während des Pontifikats von Clemens VIII. wurden Kurtisanen zum Tragen von gelben Ärmeln gezwungen, um sie optisch von anständigen Frauen zu unterschieden. Ebenso wurden in den Straßen, die bevorzugt von Kurtisanen bewohnt waren, Pflöcke angebracht, die verhindern sollten, dass dort Kutschen vorfahren konnten.